# 이충구 (배우)
이충구(李忠求, 1987년 12월 9일 ~ )는 대한민국의 배우이다.

## 생애
2006년 연극배우 첫 데뷔하였고 2013년 영화 《어메이징 그레이스》의 조연으로 영화배우 데뷔하였다.

## 출연작

### 연극
- 2006년 《햄릿》
- 2007년 《리처드 3세》
- 2008년 《리어 왕》
- 2009년 《5인의 해병》
- 2009년 《태양 닮은 소녀》
- 2009년 《무기와 인간》

### 영화
- 2013년 《어메이징 그레이스》
- 2014년 《고양이 장례식》
- 2016년 《인천상륙작전》
- 2019년 《자전차왕 엄복동》